# Bisbat de Divinópolis

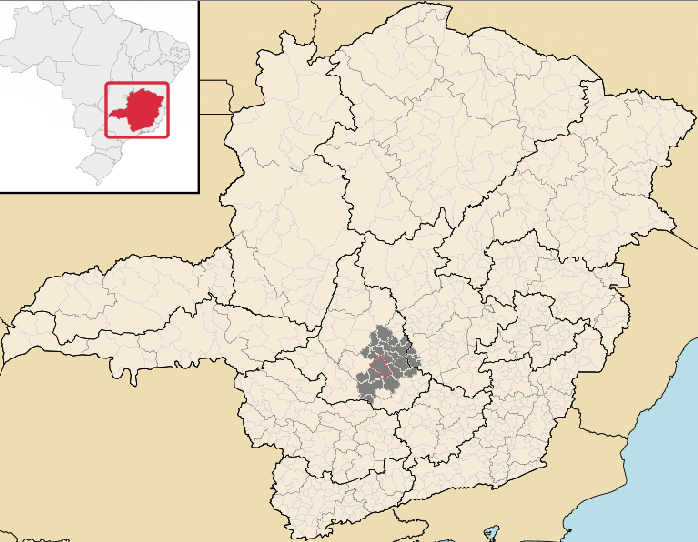
Bisbat de Divinópolis.

Regional CNBB Leste 2.

El bisbat de Divinópolis (portuguès: Diocese de Divinópolis; llatí: Dioecesis Divinopolitana) és una seu de l'Església catòlica al Brasil, que pertany a la regió eclesiàstica Est 2, sufragània de l'arquebisbat de Belo Horizonte. Al 2020 tenia 704.000 batejats d'un total de 825.000 habitants. Esta dirigida pel bisbe José Carlos de Souza Campos.

## Territori
La diòcesi compren 25 municipis de la part central-meridional l'estat brasiler de Minas Gerais: Divinópolis, Carmo do Cajuru, São Gonçalo do Pará, Araújos, Nova Serrana, Perdigão, Onça de Pitangui, Pitangui, Conceição do Pará, Leandro Ferreira, Pará de Minas, Florestal, Igaratinga, São José da Varginha, Itaúna, Itatiaiuçu, Mateus Leme, Igarapé, Juatuba, São Joaquim de Bicas, Itapecerica, Camacho, Cláudio, Pedra do Indaiá i São Sebastião do Oeste.
La seu episcopal era la ciutat de Divinópolis, on es troba la catedral de l'Esperit Sant.
El territori s'estén sobre 8.824 km² i està dividit en 54 parròquies, reagrupades en 7 vicariats: Imaculada Conceição, Nossa Senhora da Piedade, São Bento, Divino Espírito Santo, Nossa Senhora do Carmo, Sant'Ana i Santo Antônio.

## Història
La diòcesi va ser erigida l'11 de juliol de 1958 amb la butlla Qui a Christo del papa Pius XII, prenent el territori de l'arxidiòcesi de Belo Horizonte i de la diòcesi d'Aterrado (avui bisbat de Luz).
El 5 de setembre de 1960, per la carta apostòlica Virginis immaculatae, el papa Joan XXIII proclamà la Immaculada Mare de Déu patrona principal de la diòcesi.

## Cronologia episcopal
- Cristiano Portela de Araújo Pena † (19 de febrer de 1959 - 26 de març de 1979 renuncià)
- José Costa Campos † (26 de març de 1979 - 27 de febrer de 1989 renuncià)
- José Belvino do Nascimento † (27 de febrer de 1989 - 11 de febrer de 2009 jubilat)
- Tarcísio Nascentes dos Santos (11 de febrer de 2009 - 1 d'agost de 2012 nomenat bisbe de Duque de Caxias)
- José Carlos de Souza Campos, des del 26 de febrer de 2014

## Estadístiques
A finals del 2019, la diòcesi tenia 704.000 batejats sobre una població de 825.000 persones, equivalent al 85,3% del total.
| any  | població | població | població | sacerdots | sacerdots       | sacerdots       | sacerdots             | diàques | religiosos | religiosos | parroquies |
| ---- | -------- | -------- | -------- | --------- | --------------- | --------------- | --------------------- | ------- | ---------- | ---------- | ---------- |
| any  | batejats | total    | %        | total     | clergat secular | clergat regular | batejats por sacerdot | diàques | homes      | dones      |            |
| 1966 | 298.000  | 300.000  | 99,3     | 61        | 21              | 40              | 4.885                 |         | 65         | 96         | 33         |
| 1968 | 298.000  | 300.000  | 99,3     | 55        | 21              | 34              | 5.418                 |         | 48         | 114        | 23         |
| 1976 | 320.400  | 330.010  | 97,1     | 46        | 22              | 24              | 6.965                 |         | 36         | 72         | 35         |
| 1980 | 327.000  | 357.000  | 91,6     | 47        | 23              | 24              | 6.957                 |         | 27         | 80         | 35         |
| 1990 | 435.862  | 468.588  | 93,0     | 51        | 33              | 18              | 8.546                 | 2       | 27         | 82         | 37         |
| 1999 | 600.000  | 701.000  | 85,6     | 72        | 49              | 23              | 8.333                 |         | 31         | 56         | 45         |
| 2000 | 609.000  | 710.000  | 85,8     | 83        | 57              | 26              | 7.337                 |         | 35         | 82         | 45         |
| 2001 | 621.000  | 720.000  | 86,3     | 80        | 53              | 27              | 7.762                 |         | 38         | 107        | 47         |
| 2002 | 583.696  | 678.312  | 86,1     | 79        | 52              | 27              | 7.388                 |         | 42         | 122        | 47         |
| 2003 | 573.893  | 671.644  | 85,4     | 81        | 53              | 28              | 7.085                 |         | 61         | 127        | 47         |
| 2004 | 586.474  | 681.740  | 86,0     | 86        | 58              | 28              | 6.819                 |         | 55         | 121        | 48         |
| 2006 | 612.390  | 712.636  | 85,9     | 95        | 69              | 26              | 6.446                 |         | 42         | 106        | 50         |
| 2013 | 673.000  | 786.000  | 85,6     | 102       | 83              | 19              | 6.598                 |         | 31         | 91         | 53         |
| 2016 | 687.453  | 805.695  | 85,3     | 112       | 86              | 26              | 6.137                 |         | 36         | 90         | 53         |
| 2019 | 704.000  | 825.000  | 85,3     | 106       | 86              | 20              | 6.641                 |         | 31         | 86         | 54         |